# Населення Швейцарії
Населення Швейцарії. Чисельність населення країни 2019 року становила 8,545 млн осіб (97-ме місце у світі). Чисельність швейцарців стабільно збільшується, народжуваність 2015 року становила 10,5 ‰ (186-те місце у світі), смертність — 8,13 ‰ (94-те місце у світі), природний приріст — 0,71 % (147-ме місце у світі) . 

## Природний рух
До 1975 року населення Швейцарії зростало як завдяки природному приросту, так і завдяки імміграції. Потім приплив іноземних робітників знизився.

### Відтворення
Народжуваність у Швейцарії, станом на 2015 рік, дорівнює 10,5 ‰ (186-те місце у світі). Коефіцієнт потенційної народжуваності 2015 року становив 1,55 дитини на одну жінку (188-ме місце у світі), за цим показником країна посідає одне з найвищих місць у Європі. Головна причина малої кількості дітей — фінансові труднощі, пов'язані із забезпеченням догляду за дитиною, вартістю житла. Середній вік матері при народженні першої дитини становив 30,4 року (оцінка на 2012 рік).
Смертність у Швейцарії 2015 року становила 8,13 ‰ (94-те місце у світі).
Природний приріст населення у країні 2015 року становив 0,71 % (147-ме місце у світі).

### Вікова структура

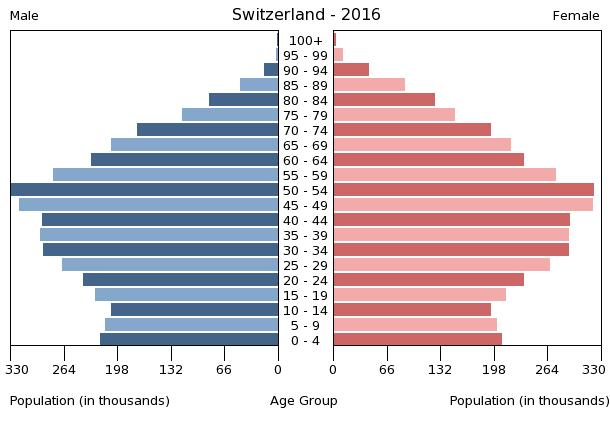
Віково-статева піраміда населення Швейцарії, 2015 рік

Середній вік населення Швейцарії становить 42,2 року (27-ме місце у світі): для чоловіків — 41,3, для жінок — 43,2 року. Очікувана середня тривалість життя 2015 року становила 82,5 року (9-те місце у світі), для чоловіків — 80,22 року, для жінок — 84,92 року.
Вікова структура населення Швейцарії, станом на 2015 рік, має такий вигляд:
- діти віком до 14 років — 15,09 % (630 944 чоловіки, 594 465 жінок);
- молодь віком 15—24 роки — 11,29 % (468 036 чоловіків, 449 309 жінок);
- дорослі віком 25—54 роки — 43,67 % (1 780 039 чоловіків, 1 766 820 жінок);
- особи передпохилого віку (55—64 роки) — 12,18 % (494 285 чоловіків, 495 107 жінок);
- особи похилого віку (65 років і старіші) — 17,76 % (631 204 чоловіки, 811 621 жінка)[1].

### Шлюбність— розлучуваність
Коефіцієнт шлюбності, себто кількість шлюбів на 1 тис. осіб за календарний рік, дорівнює 5,5; коефіцієнт розлучуваності — 2,8; індекс розлучуваності, тобто відношення шлюбів до розлучень за календарний рік — 51 (дані за 2010 рік). Швейцарці вступають до шлюбу відносно пізно, середній вік, коли чоловіки беруть перший шлюб, дорівнює 32,5 року, жінки — 30,1 року, загалом — 31,3 року (дані за 2014 рік). Швейцарці, перш ніж створити сім'ю, концентруються на освіті та кар'єрі.

## Розселення
Густота населення країни 2015 року становила 210,0 особи/км² (63-тє місце у світі). Розміщення населення країни перебуває у прямій залежності від висоти над рівнем моря. У горизонтальному вимірі північні й західні райони країни більш населені, ніж південні. Густота населення на Швейцарському плато і в північно-східній частині країни, де зосереджено майже ¾ всіх жителів країни, досягає 250 осіб/км². У гірських, центральних і південних частинах Швейцарії (за винятком кантону Тічино), а також на сході населення дуже рідкісне — від 25 до 50 осіб/км². На Швейцарському плоскогір'ї розташовані найбільші міста.

### Урбанізація
Швейцарія — високоурбанізована країна. Рівень урбанізованості становить 73,9 % населення країни (станом на 2015 рік), темпи зростання частки міського населення — 1,08 % (оцінка тренду за 2010—2015 роки).
Головні міста держави: Цюрих, всесвітній фінансовий центр — 423,2 тис осіб; Берн (столиця), центр машинобудування і годинникового виробництва — 134,3 тис. осіб (дані за 2021 рік); Женева, порт, центр туризму і місце міжнародних форумів; Базель, річковий порт і промисловий центр; Лозанна, центр франкомовного регіону Романдія.

### Міграції
Річний рівень імміграції 2015 року становив 4,74 ‰ (27-ме місце у світі). Цей показник не враховує різниці між законними і незаконними мігрантами, між біженцями, трудовими мігрантами та іншими.

#### Еміграція
Громадяни Швейцарії воліють виїжджати за кордон здебільшого тільки на короткий час. Найбільша кількість швейцарських емігрантів перебуває у Франції, потім ідуть США й Німеччина. Наприкінці 2006 року за кордоном проживало 645 000 осіб. Швейцарські емігранти становлять так звану «п'яту Швейцарію» (чотири вже існують: німецька, французька, італійська, ретороманська Швейцарія). Громадяни Швейцарії, які проживають за кордоном мають політичні права, можуть брати участь у виборах різного рівня. Швейцарський уряд активно фінансує різні культурні проекти та швейцарські школи.

#### Імміграція
Правила набуття швейцарського громадянства — одні з найважчих в Західній Європі, адже іноземцю, щоб стати повноправним громадянином Швейцарії, потрібно набути громадянство на трьох рівнях: общинному, кантональному, федеральному. Тому число іноземців, які набувають громадянство Швейцарії, відносно менше, ніж в інших країнах. Тим не менш, частка іноземців у загальній чисельності Швейцарії висока. У 2006 році іноземців у країні було 20,7 % населення.
Розселення іммігрантів країною нерівномірне. Особливо високий відсоток іммігрантів серед дітей. Кожен четвертий працівник у Швейцарії — іноземець. Іноземна робоча сила грає найважливішу роль у розвиткові і стабільному функціонуванні швейцарської економіки. Іммігранти виконують основний обсяг некваліфікованої роботи: гастрономія, готельний бізнес, будівельні роботи тощо). Також, активно залучаються і кваліфіковані працівники з-за кордону, перш за все це інженери, програмісти, науковці.

#### Біженці й вимушені переселенці
Станом на 2015 рік у країні постійно перебуває 21,0 тис. біженців з Еритреї, 8,8 тис. з Сирії.
У країні мешкає 69 осіб без громадянства.
Швейцарія є членом Міжнародної організації з міграції (IOM).

## Расово-етнічний склад
| Етнічний склад (2015 рік) | Етнічний склад (2015 рік) | Етнічний склад (2015 рік) | Етнічний склад (2015 рік) | Етнічний склад (2015 рік) |
| ------------------------- | ------------------------- | ------------------------- | ------------------------- | ------------------------- |
| Етнос:                    |                           |                           | Відсоток:                 |                           |
| німці                     | німці                     |                           | 65%                       | 65%                       |
| французи                  | французи                  |                           | 18%                       | 18%                       |
| італійці                  | італійці                  |                           | 10%                       | 10%                       |
| романші                   | романші                   |                           | 1%                        | 1%                        |
| інші                      | інші                      |                           | 6%                        | 6%                        |

Головні етноси країни: німці — 65 %, французи — 18 %, італійці — 10 %, романші — 1 %, інші — 6 % населення.

## Мови
| Мови Швейцарії (2012 рік) | Мови Швейцарії (2012 рік) | Мови Швейцарії (2012 рік) | Мови Швейцарії (2012 рік) | Мови Швейцарії (2012 рік) |
| ------------------------- | ------------------------- | ------------------------- | ------------------------- | ------------------------- |
| Мова:                     |                           |                           | Відсоток:                 |                           |
| німецька                  | німецька                  |                           | 63.5%                     | 63.5%                     |
| французька                | французька                |                           | 22.5%                     | 22.5%                     |
| італійська                | італійська                |                           | 8.1%                      | 8.1%                      |
| ретороманська             | ретороманська             |                           | 0.5%                      | 0.5%                      |
| англійська                | англійська                |                           | 4.4%                      | 4.4%                      |
| португальська             | португальська             |                           | 3.4%                      | 3.4%                      |
| албанська                 | албанська                 |                           | 3.1%                      | 3.1%                      |
| сербохорватська           | сербохорватська           |                           | 2.5%                      | 2.5%                      |
| іспанська                 | іспанська                 |                           | 2.2%                      | 2.2%                      |
| інші                      | інші                      |                           | 6.6%                      | 6.6%                      |

Офіційні мови: німецька — володіє 63,5 % населення держави, французька — 22,5 %, італійська — 8,1 %, романшська — 0,5 %. Інші поширені мови: англійська — 4,4 %, португальська — 3,4 %, албанська — 3,1 %, сербохорватська — 2,5 %, іспанська — 2,2 %, інші мови — 6,6 % (оцінка 2013 року). Швейцарія, як член Ради Європи, підписала 8 жовтня 1993 року і ратифікувала 23 грудня 1997 року Європейську хартію регіональних мов (вступила в дію 1 квітня 1998 року). Регіональними мовами визнані: італійська і романшська.

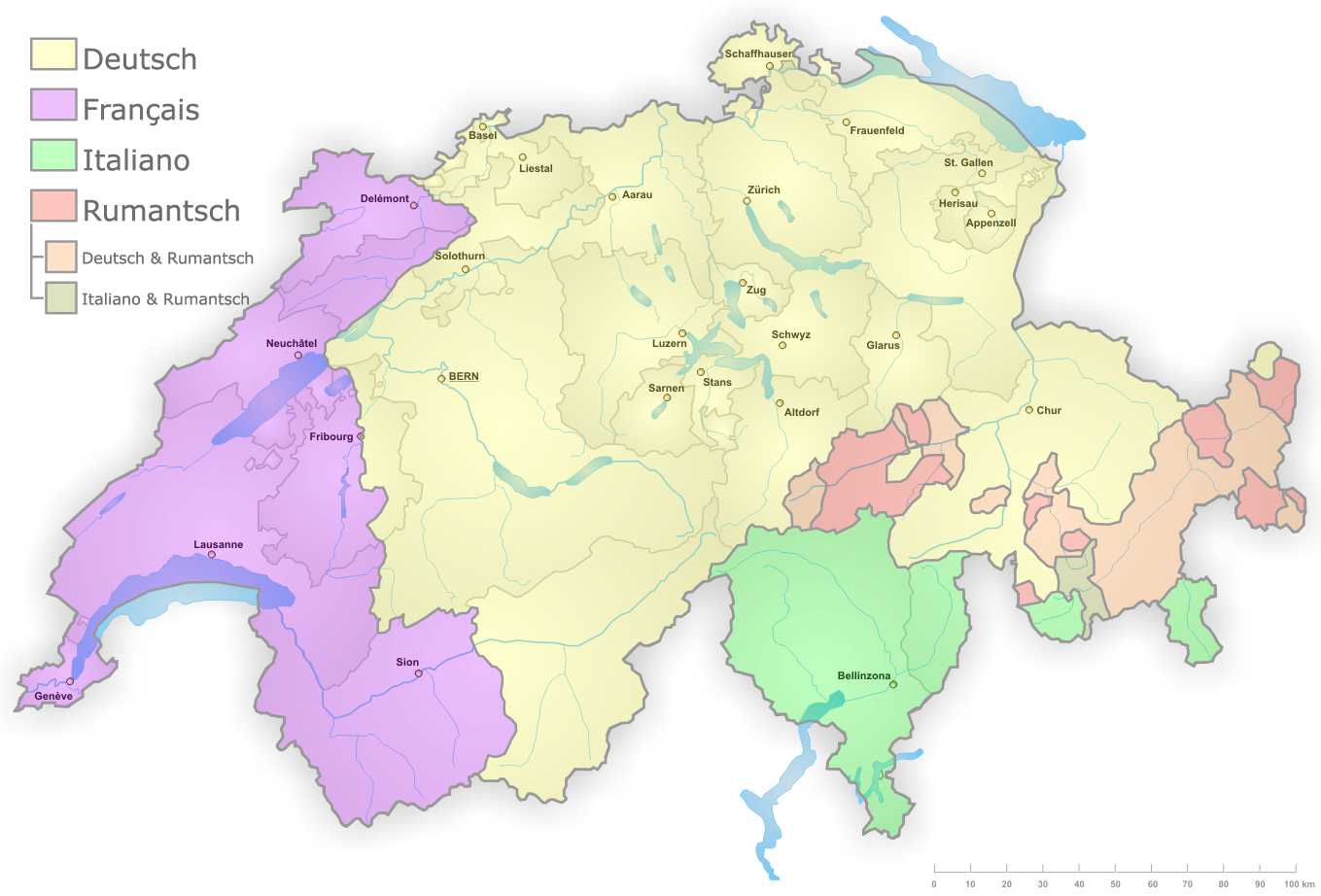
Лінгвістична мапа Швейцарії
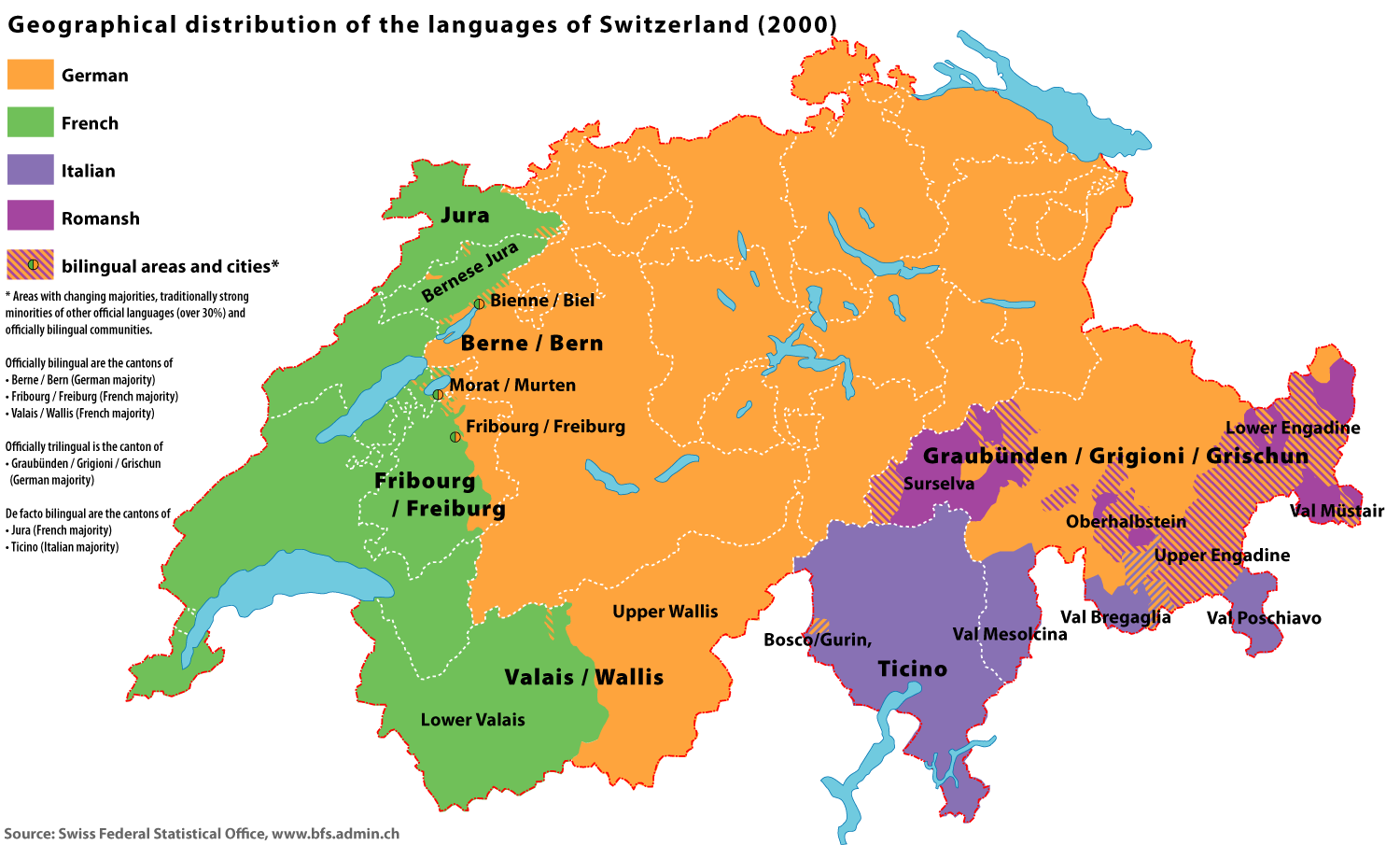
Етнолінгвістична мапа Швейцарії (англ.)

| Кантон                 | Населення (тис. осіб), 1976 рік | Населення (тис. осіб), 2002 рік | Основна мова | %      | Друга мова      | %      |
| ---------------------- | ------------------------------- | ------------------------------- | ------------ | ------ | --------------- | ------ |
| Цюрих                  | 1120                            | 1242,49                         | німецька     | 83,4 % | італійська      | 4,0 %  |
| Берн                   | 991,1                           | 950,21                          | німецька     | 84,0 % | французька      | 4,0 %  |
| Люцерн                 | 292,8                           | 352,31                          | німецька     | 88,9 % | сербохорватська | 2,1 %  |
| Урі                    | 34,2                            | 35,25                           | німецька     | 93,5 % | сербохорватська | 1,9 %  |
| Швіц                   | 92,8                            | 133,36                          | німецька     | 89,9 % | сербохорватська | 2,1 %  |
| Гларус                 | 36                              | 38,38                           | німецька     | 85,8 % | італійська      | 4,4 %  |
| Цуг                    | 73,6                            | 102,25                          | німецька     | 85,1 % | сербохорватська | 2,7 %  |
| Фрібур                 | 181,9                           | 242,68                          | французька   | 63,2 % | німецька        | 29,2 % |
| Золотурн               | 224,1                           | 246,5                           | німецька     | 88,3 % | італійська      | 3,1 %  |
| Шафхаузен              | 70,2                            | 73,92                           | німецька     | 87,6 % | італійська      | 2,6 %  |
| Санкт-Галлен           | 385,4                           | 455,19                          | німецька     | 88,0 % | сербохорватська | 2,3 %  |
| Граубюнден             | 164,8                           | 186,11                          | німецька     | 68,3 % | романшська      | 14,5 % |
| Ааргау                 | 443,6                           | 556,23                          | німецька     | 87,1 % | італійська      | 3,3 %  |
| Тургау                 | 184,5                           | 229,88                          | німецька     | 88,5 % | італійська      | 2,8 %  |
| Тічино                 | 264,7                           | 314,56                          | італійська   | 83,1 % | німецька        | 8,3 %  |
| Во                     | 523,9                           | 632                             | французька   | 81,8 % | німецька        | 4,7 %  |
| Вале                   | 213,7                           | 281,02                          | французька   | 62,8 % | німецька        | 28,4 % |
| Невшатель              | 164,6                           | 166,95                          | французька   | 85,3 % | німецька        | 4,1 %  |
| Женева                 | 337,9                           | 419,25                          | французька   | 75,8 % | англійська      | 3,9 %  |
| Юра                    | Берн                            | 69,2                            | французька   | 90,0 % | німецька        | 4,4 %  |
| Базель                 |                                 |                                 |              |        |                 |        |
| Базель-Штадт           | 213,7                           | 186,87                          | німецька     | 79,3 % | італійська      | 5,0 %  |
| Базель-Ланд            | 220,4                           | 263,19                          | німецька     | 87,2 % | італійська      | 3,5 %  |
| Унтервальден           |                                 |                                 |              |        |                 |        |
| Обвальден              | 25,3                            | 33                              | німецька     | 92,3 % | албанська       | 1,4 %  |
| Нідвальден             | 26,5                            | 38,9                            | німецька     | 92,5 % | італійська      | 1,4 %  |
| Аппенцелль             |                                 |                                 |              |        |                 |        |
| Аппенцелль-Ауссерроден | 47,2                            | 53,19                           | німецька     | 91,2 % | сербохорватська | 2,3 %  |
| Аппенцелль-Іннерроден  | 13,4                            | 15                              | німецька     | 92,9 % | сербохорватська | 2,5 %  |

## Релігії

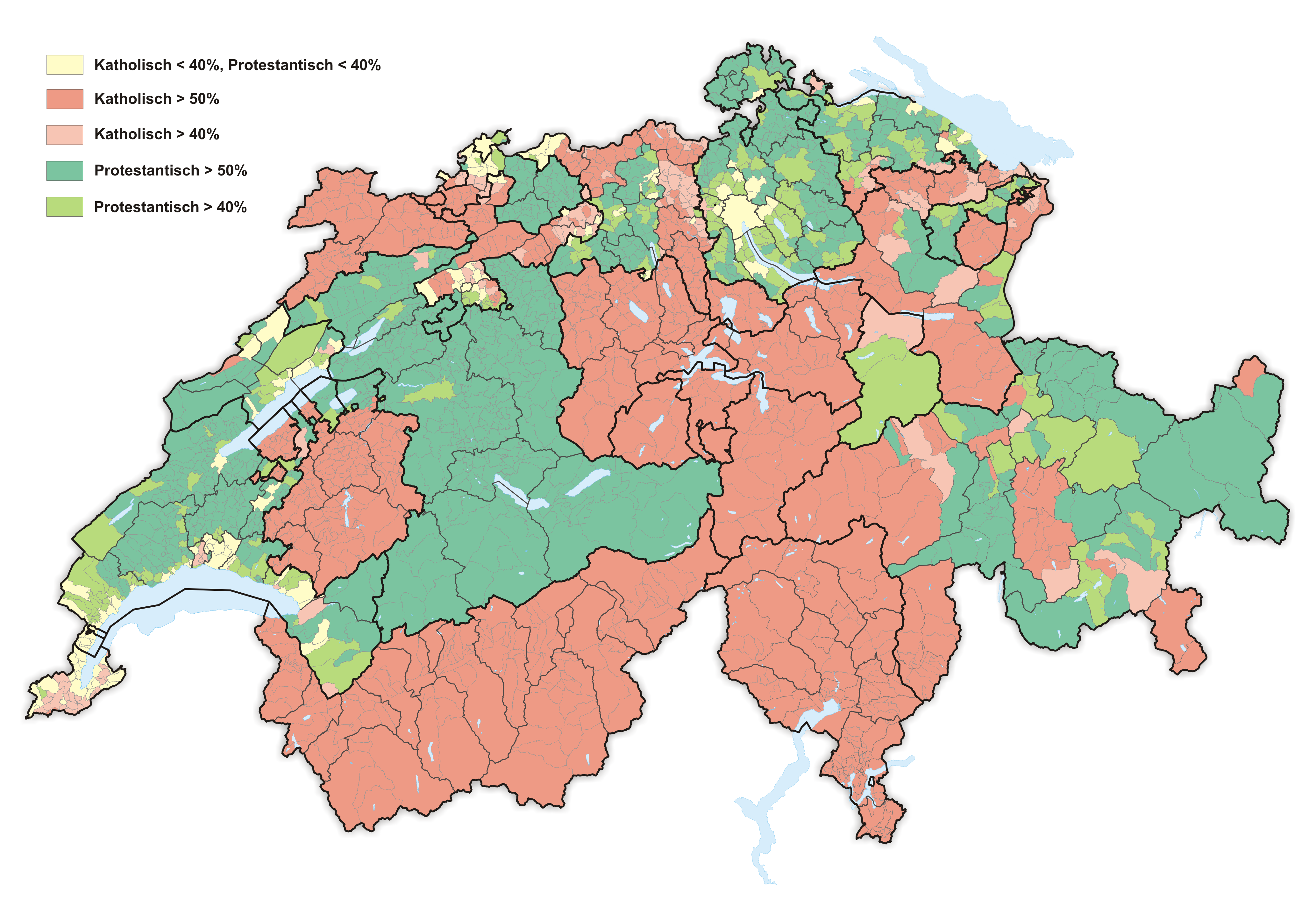
Карта конфесій Швейцарії

| Релігії в Швейцарії (2013 рік) | Релігії в Швейцарії (2013 рік) | Релігії в Швейцарії (2013 рік) | Релігії в Швейцарії (2013 рік) | Релігії в Швейцарії (2013 рік) |
| ------------------------------ | ------------------------------ | ------------------------------ | ------------------------------ | ------------------------------ |
| Віросповідання:                |                                |                                | Відсоток:                      |                                |
| католики                       | католики                       |                                | 38.2%                          | 38.2%                          |
| протестанти                    | протестанти                    |                                | 26.9%                          | 26.9%                          |
| християни                      | християни                      |                                | 5.6%                           | 5.6%                           |
| мусульмани                     | мусульмани                     |                                | 5%                             | 5%                             |
| інші                           | інші                           |                                | 1.6%                           | 1.6%                           |
| атеїсти                        | атеїсти                        |                                | 21.4%                          | 21.4%                          |
| агностики                      | агностики                      |                                | 1.3%                           | 1.3%                           |

Головні релігії й вірування, які сповідує, і конфесії та церковні організації, до яких відносить себе населення країни: римо-католицтво — 38,2 %, протестантизм — 26,9 %, інші течії християнства — 5,6 %, іслам — 5 %, інші — 1,6 %, не сповідують жодної — 21,4 %, не визначились — 1,3 % (станом на 2013 рік).
- Карта конфесій Швейцарії (нім.)

## Освіта
Рівень письменності 2015 року становив 99 % дорослого населення (віком від 15 років): 99 % — серед чоловіків, 99 % — серед жінок.
Державні витрати на освіту становлять 5,1 % ВВП країни, станом на 2012 рік (66-те місце у світі). Середня тривалість освіти становить 16 років, для хлопців — до 16 років, для дівчат — до 16 років (станом на 2014 рік).

## Охорона здоров'я
Забезпеченість лікарями в країні на рівні 4,05 лікаря на 1000 мешканців (станом на 2012 рік). Забезпеченість лікарняними ліжками в стаціонарах — 5 ліжка на 1000 мешканців (станом на 2011 рік). Загальні витрати на охорону здоров'я 2014 року становили 11,7 % ВВП країни (12-те місце у світі).
Смертність немовлят до 1 року, станом на 2015 рік, становила 3,67 ‰ (199-те місце у світі); хлопчиків — 4,03 ‰, дівчаток — 3,29 ‰. Рівень материнської смертності 2015 року становив 5 випадків на 100 тис. народжень (159-те місце у світі).
Швейцарія входить до складу ряду міжнародних організацій: Міжнародного руху (ICRM) і Міжнародної федерації товариств Червоного Хреста і Червоного Півмісяця (IFRCS), Дитячого фонду ООН (UNISEF), Всесвітньої організації охорони здоров'я (WHO).

### Захворювання
2012 року було зареєстровано 20,2 тис. хворих на СНІД (79-те місце у світі), це 0,35 % населення в репродуктивному віці 15—49 років (78-ме місце у світі). Смертність 2014 року від цієї хвороби становила приблизно 300 осіб (99-те місце у світі).
Частка дорослого населення з високим індексом маси тіла 2014 року становила 21 % (111-те місце у світі).

### Санітарія
Доступ до облаштованих джерел питної води 2015 року мало 100 % населення в містах і 100 % у сільській місцевості; загалом 100 % населення країни. Відсоток забезпеченості населення доступом до облаштованого водовідведення (каналізація, септик): в містах — 99,9 %, в сільській місцевості — 99,8 %, загалом по країні — 99,9 % (станом на 2015 рік). Споживання прісної води, станом на 2010 рік, дорівнює 2,61 км³ на рік, або 360,3 тонни на одного мешканця на рік: з яких 39 % припадає на побутові, 58 % — на промислові, 3 % — на сільськогосподарські потреби.

## Соціально-економічне становище
Співвідношення осіб, що в економічному плані залежать від інших, до осіб працездатного віку (15—64 роки) загалом становить 48,8 % (станом на 2015 рік): частка дітей — 22 %; частка осіб похилого віку — 26,9 %, або 3,7 потенційно працездатного на 1 пенсіонера. Загалом ці показники характеризують рівень потреби державної допомоги в секторах освіти, охорони здоров'я і пенсійного забезпечення, відповідно. Пенсійний вік: чоловіки — 65 років, жінки 64 роки. За межею бідності 2011 року перебувало 7,6 % населення країни. Розподіл доходів домогосподарств у країні має такий вигляд: нижній дециль — 7,5 %, верхній дециль — 19 % (станом на 2007 рік).
Станом на 2016 рік, уся країна була електрифікована, усе населення країни мало доступ до електромереж. Рівень проникнення інтернет-технологій надзвичайно високий. Станом на липень 2015 року в країні налічувалось 7,145 млн унікальних інтернет-користувачів (54-те місце у світі), що становило 88 % загальної кількості населення країни.

### Трудові ресурси
Загальні трудові ресурси 2015 року становили 5,097 млн осіб (82-ге місце у світі). Зайнятість економічно активного населення у господарстві країни розподіляється таким чином: аграрне, лісове і рибне господарства — 3,4 %; промисловість і будівництво — 23,4 %; сфера послуг — 73,2 % (2010). Безробіття 2015 року дорівнювало 3,3 % працездатного населення, 2014 року — 3,2 % (28-ме місце у світі); серед молоді у віці 15—24 років ця частка становила 8,6 %, серед юнаків — 8,6 %, серед дівчат — 8,5 % (111-те місце у світі).

## Кримінал

### Наркотики

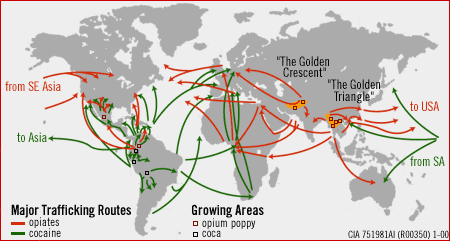
Світові маршрути наркотрафіку

Великий міжнародний фінансовий центр з історично міцним законодавством щодо банківської таємниці, через що країна вразлива до відмивання грошей; нерезидентам дозволяється вести бізнес через офшорні компанії, компанії-посередники. Транзитна країна і країна-споживач південноамериканського кокаїну, південно-східноазійського героїну і європейських синтетичних наркотиків; виробництво екстазі, вирощування марихуани на внутрішній ринок.

### Торгівля людьми
Згідно зі щорічною доповіддю про торгівлю людьми (англ. Trafficking in Persons Report) Управління з моніторингу та боротьби з торгівлею людьми Державного департаменту США, уряд Швейцарії докладає значних зусиль у боротьбі з явищем примусової праці, сексуальної експлуатації, незаконної торгівлі внутрішніми органами, але законодавство відповідає мінімальним вимогам американського закону 2000 року щодо захисту жертв (англ. Trafficking Victims Protection Act’s) не повною мірою, країна перебуває у списку другого рівня.

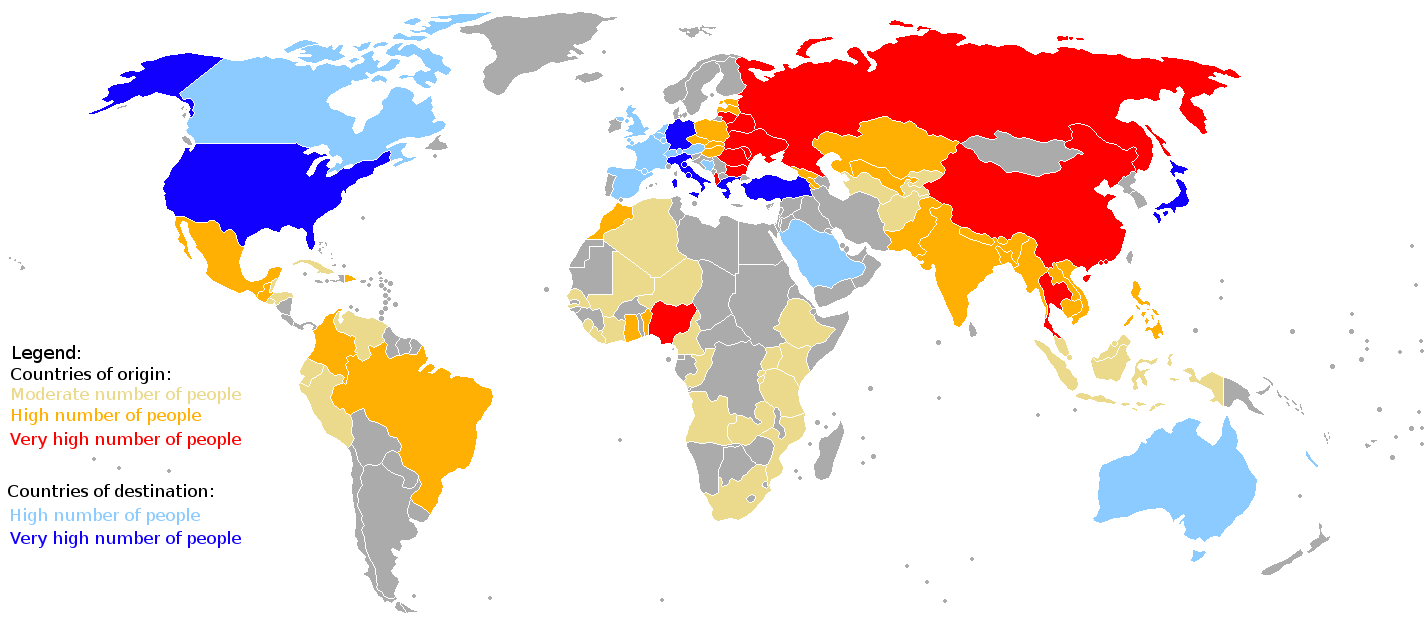
Країни-донори (червоний) і країни-реципієнти кримінальних потоків  (англ.)
Глобальна боротьба з торгівлею людьми (англ.)

## Гендерний стан
Статеве співвідношення (оцінка 2015 року):
- при народженні — 1,06 особи чоловічої статі на 1 особу жіночої;
- у віці до 14 років — 1,06 особи чоловічої статі на 1 особу жіночої;
- у віці 15—24 років — 1,04 особи чоловічої статі на 1 особу жіночої;
- у віці 25—54 років — 1,01 особи чоловічої статі на 1 особу жіночої;
- у віці 55—64 років — 1 особи чоловічої статі на 1 особу жіночої;
- у віці за 64 роки — 0,78 особи чоловічої статі на 1 особу жіночої;
- загалом — 0,97 особи чоловічої статі на 1 особу жіночої[1].

## Демографічні дослідження
Демографічні дослідження в країні ведуться рядом державних і наукових установ:

### Українською
- Атлас. 10-11 клас. Економічна і соціальна географія світу / упорядники :  О. Я. Скуратович, Н. І. Чанцева. — К. : ДНВП «Картографія», 2010. — ISBN 978-966-475-639-3.
- Атлас світу / голов. ред. І. С. Руденко ; зав. ред. В. В. Радченко ; відп. ред. О. В. Вакуленко. — К. : ДНВП «Картографія», 2005. — 336 с. — ISBN 9666315467.
- Безуглий В. В. Економічна і соціальна географія зарубіжних країн : Навчальний посібник. — К. : ВЦ «Академія», 2007. — 704 с. — ISBN 978-966-580-239-6.
- Безуглий В. В., Козинець С. В. Регіональна економічна і соціальна географія світу : Навчальний посібник. — видання 2-ге, доп., перероб. — К. : ВЦ «Академія», 2007. — 688 с. — ISBN 966-580-144-9.
- Гудзеляк І. І. Географія населення: Навчальний посібник / І. Гудзеляк. — Л. : Видавничий центр ЛНУ імені Івана Франка, 2008. — 232 с. — ISBN 978-966-613-599-8.
- Дахно І. І. Країни світу: Енциклопедичний довідник / І. І. Дахно, С. М. Тимофієв. — К. : Мапа, 2011. — 606 с. — (Бібліотека нового українця) — ISBN 978-966-8804-23-6.
- Дахно І. І. Економічна географія зарубіжних країн : навчальний посібник. — К. : Центр учбової літератури, 2014. — 319 с. — ISBN 978-611-01-0682-5.
- Джаман В. О. Регіональні системи розселення: демографічні аспекти. — Чернівці : Рута, 2003. — 392 с. — ISBN 9665685988.
- Дорошенко Л. С. Демографія: Навчальний посібник. — К. : МАУП, 2005. — 112 с. — ISBN 966-608-442-2.
- Дубович І. А. Країнознавчий словник-довідник. — 5-те вид., перероб. і доп. — К. : Знання, 2008. — 839 с. — ISBN 978-966-346-330-8.
- Економічна і соціальна географія країн світу. Навчальний посібник / За ред. Кузика С. П. — Л. : Світ, 2002. — 672 с. — ISBN 966-603-178-7.
- Загальна медична географія світу / В. О. Шевченко [та ін.] — К. : [б.в.], 1998. — 178 с.
- Крисаченко В. С. Динаміка населення: Популяційні, етнічні та глобальні виміри. — К. : Видавництво Національного інституту стратегічних досліджень, 2005. — 368 с. — ISBN 966-554-083-1.
- Любіцева О. О., Мезенцев К. В., Павлов С. В. Географія релігій. — К. : АртЕК, 1999. — 504 с. — ISBN 966-505-006-0.
- Масляк П. О. Країнознавство. — К. : Знання, 2007. — 292 с. — (Вища освіта XXI століття)
- Масляк П. О., Дахно І. І. Економічна і соціальна географія світу / П. О. Масляк, І. І. Дахно ; за ред. П. О. Масляка. — К. : Вежа, 2003. — 280 с. — ISBN 966-7091-53-8.

### Російською
- (рос.) Швейцария // Демографический энциклопедический словарь / главн. ред. Валентей Д. И. — М. : Советская энциклопедия, 1985. — 608 с.
- (рос.) Швейцария // Страны и народы. Зарубежная Европа. Западная Европа / Редкол. : В. П. Максаковский (отв. ред.) и др. — М. : «Мысль», 1979. — 381 с. — (Страны и народы) — 180 тис. прим.
- (рос.) Атлас народов мира / Отв. ред. С. И. Брук и В. С. Апенченко. — М. : ГУГК ГГК СССР и Институт этнографии им. Н. Н. Миклухо-Маклая АН СССР, 1964. — 185 с. — 20 тис. прим.
- (рос.) Численность и расселение народов мира. Этнографические очерки / под ред. С. И. Брука. — М. : Издательство АН СССР, 1962. — 487 с.
- (рос.) Лаппо Г. М. География городов: Учебное пособие для географических факультетов вузов. — М. : Туманит, изд. центр ВЛАДОС, 1997. — 476 с. — ISBN 5-691-00047-0.
- (рос.) Урланис Б. Ц. Рост населения в Европе (опыт исчисления). — М. : ОГИЗ-Госполитиздат, 1941. — 436 с.
- (рос.) Ягельский А. География населения. — М. : Прогресс, 1980. — 383 с.